# Klechdarz
Klechdarz (bajdała) – osoba zajmująca się opowiadaniem lub wymyślaniem bajek, przypowieści lub klechd. Często opowiada o legendarnej przeszłości regionu, niezwykłych wydarzeniach i postaciach czy osobliwościach krajobrazu.
W Polsce klechdarze stanowią dość liczną grupę wśród mieszkańców Podhala i Tatr. Funkcjonują zamienne określenia klechdarzy:
- bajdała,
- gawędziarz – osoba opowiadająca baśnie, bajki, klechdy oraz inne historie mająca przede wszystkim przekazanie jakiś wartości odbiorcy, nie wynikającym z potrzeby dowartościowania samego siebie;
- urant – osoba, która opowiada różne historie (często o sobie samym) w celu wywarcia określonej reakcji u odbiorcy. Przyczyną takiego zachowania są zaburzenia psychiczne o podłożu schizofrenicznym. Uranci często przekształcają znane im klechdy dla własnych celów;
- bajarz
- konfabulant – osoba, której opowieści są tworem wyobraźni i  wynikają z rzekomych wspomnień. Osoba ta wierzy w to, że przeżywała wydarzenia, które nie miały miejsca w rzeczywistości. Podłożem dla tworzenia opowieści mogą być zaburzenia psychiczne w wyniku uszkodzenia szlaku mezolimbicznego w mózgowiu.